# گربه‌کوسه
گربه‌کوسه(نام علمی: Scyliorhinidae) نام یک تیره از راسته زمین‌کوسه‌سانان است.